# すっぴん!
『すっぴん！』は、NHKラジオ第1放送とNHKワールド・ラジオ日本で2012年4月2日から2020年3月13日まで放送された主婦向け情報ワイド番組である。原則として祝日を除き月曜日から金曜日の午前中に放送された。

## 概要
番組は主に30代から40代の若い層を中心に、生活情報を中心に、文化・芸能、料理、子育てから時事の最前線まで役立つ情報を、曜日別パーソナリティとアンカーの藤井彩子とのトーク、リスナーとの情報交換を交えて3時間余りにわたって提供する。積極的なツイッター活用も
2020年3月13日をもって番組は終了。8年の放送に幕を閉じた。同年3月30日からは、『らじるラボ』に引き継ぐ。

## 出演者
アンカー
- 藤井彩子（NHKラジオセンター、月曜日 - 金曜日）

番組終了時点の曜日別パーソナリティ
- サンキュータツオ（漫才師 〈米粒写経〉、日本語学者、月曜日、2019年4月8日 - 2020年3月9日 ）
- ダイアモンド☆ユカイ（ミュージシャン、火曜日、2012年4月4日 - 2020年3月10日 ）
- 能町みね子（エッセイスト・コラムニスト、水曜日、2019年4月10日 - 2020年3月11日 ）
- 川島明（漫才師〈麒麟〉、木曜日、2014年4月3日 - 2020年3月12日 ）
- 高橋源一郎（作家・エッセイスト、金曜日、2012年4月6日 - 2020年3月13日 ）
  - 上記のうち、金曜担当の高橋は、オープニングテーマの前に数分間コメントを述べ、エンディングでも、たとえ国会中継を放送する関係で11時50分まで放送できなくても、藤井が「終わりですよ」と相槌を入れてもしゃべり続けるのがお約束となっている。これは2020年4月から始まった『高橋源一郎の飛ぶ教室』にも引き継がれている。

レギュラーコメンテーター
- トミヤマユキコ（月曜日、サブカル用語の基礎知識）
- 鳩岡桃子（月曜日、サブカル用語の基礎知識）
- 添野知生（月曜日、サブカル用語の基礎知識）
- 生島淳（水曜日、スポーツのミカタ）
- 清水英人（水曜日、スポーツのミカタ）
- 喜瀬雅則（水曜日、スポーツのミカタ）
- ツインクル・クック井上。（木曜日、全てのの道は「食」に通ず）
- 飯田結太（木曜日、全ての道は「食」に通ず）
- マッキー牧元（木曜日、全ての道は「食」に通ず）
- 高橋ヨシキ (金曜日、高橋ヨシキのシネマストリップ)
- 春日太一 (金曜日〈月1回〉、春日太一の金曜映画劇場)

MUSIC SCRAP→帰ってきたMUSIC SCRAP→MUSIC SCRAP☆NEO（コーナー出演、週替わり。コーナーは終了したが、不定期で復活放送されている）
- やついいちろう

- タブレット純
- 大友良英

過去
- フィフィ（タレント・コメンテーター、月曜日、2012年4月2日 - 2013年3月18日）
- 恩田えり（落語協会寄席囃子奏者、お囃子えりちゃんの職人ええじゃないか リポーター、2012年～2013年ごろ）
- 松田悟志（俳優、月曜日、2013年4月1日 - 2015年3月16日）
- 宮沢章夫（劇作家・演出家、月曜日、2015年3月30日 - 2019年3月18日、2019年3月21日）
- 加藤紀子（女優、火曜日、2012年4月3日 - 2013年3月19日）
- 津田大介（ジャーナリスト、火曜日、2013年4月2日 - 2015年3月17日）
- ユージ（モデル・タレント、火曜日、2015年3月31日 - 2019年3月19日）
- 中島さなえ（作家、木曜日、2012年4月5日 - 2013年3月21日）
- 水道橋博士（コメディアン〈浅草キッド〉、木曜日、2013年4月4日 - 2014年3月20日）
- 山本志保（藤井彩子の休みによる代理アンカー）
- 兼清麻美（藤井彩子の休みによる代理アンカー、2013年11月29日）
- 三遊亭粋歌（ひざウチ!ふにオチ!プレゼンター、 2018年4月4日 - 2019年3月15日）
- 春風亭正太郎（ひざウチ!ふにオチ!プレゼンター、2018年4月10日 - 2019年3月22日）
- 藤井まどか（リポーター（主に月曜日・水曜日・金曜日）、2016年4月4日 - 2017年3月）
- 松本慶子（リポーター（主に火曜日・木曜日）、2016年4月5日 - 2017年3月）
- 渡辺広明（水曜日、流行アナライズコーナー）
- 岡田豊（水曜日、流行アナライズコーナー）
- さやわか（水曜日、流行アナライズコーナー）
- 樫原淑子（水曜日、流行アナライズコーナー）
- 山田順子（時代考証家、水曜日「ユカイな江戸暮らし」コーナー、2017 - 2018年度）
- 河合敦（歴史研究家、水曜日「ユカイな江戸暮らし」コーナー、2017 - 2018年度）

## 放送時間
2019年4月から番組終了時点まで
- ラジオ第1：月 - 金曜 8:30 - 11:50
途中、毎正時、30分[注 11][注 12][注 13]、55分[注 14]に定時ニュースを放送する[注 15]。また国政選挙期間中は政見放送を編成する地域もあるため、その場合は8:33から飛び乗りの場合と、通常当該時間に放送されるコーナーの放送時間が変更される場合とがあった。(一部事例は後述の通り。)
毎時28分頃、一部地域ではJARTIC（日本道路交通情報センター）からの交通情報がおよそ2 - 3分程度放送された。
- NHKワールド・ラジオ日本
同時放送を行うが、短波放送は8時台と11時台のみ、衛星ラジオは全時間帯同時放送されるが、11時台は国際放送独自編成の日本語ニュースと海外安全情報が編成されるため11:15からの飛び乗り放送となる[注 16]。

## 放送時間の変遷
| 期間                    |                         |                        |                       |                       |                        |
| 期間                    | 放送時間                | 時間帯別               | 時間帯別              | 時間帯別              | 時間帯別               |
| 期間                    | 放送時間                | 08時台                 | 09時台                | 10時台                | 11時台                 |
| ----------------------- | ----------------------- | ---------------------- | --------------------- | --------------------- | ---------------------- |
| 2012.04.02 - 2014.03.20 | 08:00 - 11:50 （230分)  | 08:00 - 08:55 （55分)  | 09:05 - 09:55 （50分) | 10:05 - 10:55 （50分) | 11:05 - 11:50 （45分)  |
| 2014.04.01 - 2015.03.20 | 08:00 - 11:49 （229分） | 08:00 - 08:55 （55分)  | 09:05 - 09:55 （50分) | 10:05 - 10:55 （50分) | 11:05 - 11:49 （44分） |
| 2015.03.30 - 2018.03.22 | 08:05 - 11:49 （224分） | 08:05 - 08:55 （50分） | 09:05 - 09:55 （50分) | 10:05 - 10:55 （50分) | 11:05 - 11:49 （44分） |
| 2018.04.04 - 2019.03.22 | 08:05 - 11:50 （225分） | 08:05 - 08:55 （50分） | 09:05 - 09:55 （50分) | 10:05 - 10:55 （50分) | 11:05 - 11:50 （45分)  |
| 2019.04.08 - 2020.03.13 | 08:30 - 11:50 （200分） | 08:30 - 08:55 （25分)  | 09:05 - 09:55 （50分) | 10:05 - 10:55 （50分) | 11:05 - 11:50 （45分)  |

- 2013年度までは8:00 - 11:50までだったが、2014年度から2017年度までは「安心ラジオ」を11:49 - 11:50に放送するため、1分短縮になった。2018年度は「安心ラジオ」が番組に内包されたため1分拡大された。2019年度は「三宅民夫のマイあさ!」が8:30までの放送となるため、上述の時間に変更。
- 2014年度まではオープニング後に内包される形で、8:03頃 - 8:08頃に放送していた8時の定時ニュースが、2015年度から別枠扱いになった為、開始時刻が繰り下がり8:05頃スタートとなった。
- 2016年5月9日放送分で『大竹まこと ゴールデンラジオ!』（文化放送）から当番組にゴールデンラジオのメインパーソナリティである大竹まことがゲスト出演し、そのお礼として、『大竹まこと ゴールデンラジオ!』に当番組のパーソナリティである宮沢、藤井アナウンサーがゲスト出演することが決定。局の垣根を越えたコラボレーションが実現した。なお、大竹まことは2020年3月6日にもゲスト出演した。

短縮放送
国会中継・「春のセンバツ高校野球」の期間中及び9月1日 (防災の日)は短縮放送となる。
放送休止
- 夏休みは特番「夏休み子ども科学電話相談」「夏の高校野球」を放送するため番組を休止する。ただし高校野球期間中で雨天などやむを得ず中止などの場合には、過去のインタビューからのセレクションを放送する。この場合は通常のパーソナリティは出演せず、藤井が単独で進行を担当して、ファクス、メール、ツイッターも通常通り募集され、番組内で紹介されることもある。
- 祝祭日については、特別版として通常放送・短縮放送するか、休止になるかのいずれかになるが、その時々による。ただし 年末年始については、下述のとおり変則的な放送が行われるが正月3が日は休止される。

過去の変則放送
- 2012年
  - 9月3日は、「おとおばけのぼうけん第2期」後編の8月27日放送分が国会中継のため放送中止になり、以後は1日ずつ延期する処置をとったため、本来8月31日に放送する予定だった後編第5回（第2期第10回）を放送する都合上11:45までの短縮放送であった。
  - 12月17日 - 12月28日は「おとおばけのぼうけん第3期」放送のため11:45までの短縮放送であった。
  - 12月29日は土曜日であるが、年末スペシャルとして金曜日の「アフター3.11」の総集編を放送した。これまでに取材した被災地の現状をもう一度見つめつつ、高橋・藤井両パーソナリティが福島県郡山市にある富岡町災害支援放送局のスタジオからの生中継を交えての特集を行った。
  - 12月31日は「大晦日スペシャル」と題し、藤井を含む6人全員そろっての総動員による特別版を行った。

- 2013年
  - 1月14日は祝日(成人の日)であるが、通常放送を行った。
  - 7月15日は祝日編成だったが10時台・11時台のみ放送した。
  - 12月24日 - 12月27日と2014年1月6日（2014年初回）- 1月10日は、「おとおばけのぼうけん第5期」を放送するため11:45までの短縮放送であった。
  - 12月30日は「すっぴん!&午後のまりやーじゅ夢のコラボ」と題した9時間特番を放送した。さらに同12月31日は前年に続いて大晦日スペシャル「すっぴん!大感謝祭」を放送した。いずれの放送とも「すっぴん!」パーソナリティ陣総動員のうえ、2日間生放送した。

- 2014年
  - 12月15日 - 12月26日（除・12月23日）と2015年1月5日 - 1月9日は「おとおばけのぼうけん第7期」放送のため11:44までの短縮放送。
  - 12月29日 - 12月31日は通常放送時間となるが、「すっぴん!2014年大感謝祭」と題した特別篇として、29日は月曜・木曜パーソナリティによる（松田・川島）「スポーツ&大喜利」、30日は火曜・金曜パーソナリティによる（津田・高橋）「流行&ゲーム」、31日は水曜パーソナリティによる（ユカイ）「ミュージックスクラップスペシャル」と、日替わりテーマの特集を放送した。

- 2015年
  - 3月19日、3月20日は「NHK90時間ラジオ〜もっと届け、大切なこと〜」の長時間特番の一環として、番組初の公開生放送をNHKスタジオパークラジオブースから実施した。
    - 3月19日は「全国名パーソナリティー大集合」と題し、浜村淳、つボイノリオをそれぞれMBSラジオ、CBCラジオと電話でつなぎつつ、全国各地の民放・NHKの名物パーソナリティを紹介した。登場したのは先述2名のほか、タブレット純、日高晤郎（STVラジオ）、鈴木元気（ラジオ石巻）、伊狩典子（ラジオ沖縄）、伊奈かっぺい（RABラジオ）である。
    - 3月20日は「鶴光、大竹まことの朝からNHK」として、落語家・笑福亭鶴光と、コメディアン・大竹まことが、長年のラジオDJの経験談を語るスペシャル対談を行った。なお当初は全編を通してラジオ第1で放送予定だったが、国会中継（第189回国会・参議院予算委2015年度予算審議）の放送が行われることになったため、8:55まではラジオ第1とFMで同時放送、8:55以後はFMに迂回して放送することになった。

  - 4月6日 - 4月24日と5月11日 - 5月29日は、「大英博物館展連動企画 モノが語る世界の歴史」放送のため11:39までの短縮放送であった。
  - 5月29日は午前10時頃放送途中で口永良部島新岳噴火のニュースがあり、放送休止となった。
  - 12月29 - 31日は年末恒例の「すっぴん!2015年末大感謝祭」として、29日は月曜・金曜（宮澤・高橋）パーソナリティによる「日本語ラップスペシャル」、30日は火曜・木曜パーソナリティ（川島・ユージ）とせきしろによる「投稿スペシャル」、31日は水曜パーソナリティ（ユカイ）による「ユカイな裏歴史スペシャル」と、ゲストに織田哲郎を迎えた「プレミアムライブwith織田哲郎」を放送した。

- 2016年
  - 9月1日は「防災の日ラジオ特集　南海トラフ巨大地震・命を守るために」放送のため8:55までの短縮放送となった。
  - 9月8日はリオデジャネイロパラリンピック開会式中継のため、10:10開始となり、一部コーナーの休止および内容変更を行った。
  - 9月20日は台風16号関連のニュースを伝える為に、各時間帯の定時ニュースを30分程拡大しての放送となり、一部コーナーの休止および内容変更を行った。
  - 10月3日は「すっぴん!掛川公開スペシャル」と題して、静岡県掛川市からタブレット純、しりあがり寿、平畠啓史をゲストに迎えての公開放送が行われた。当初は全編公開生放送の予定だったが、国会中継（第192回国会・衆院予算委2016年度補正予算審議）の放送が行われることになったため8時台のみ生放送で行い、9時以降に放送予定だった内容は公開収録形式で10月24日に内容を一部編集して放送された。

- 2017年
  - 4月12日は4月10日に現役引退を表明した浅田真央の記者会見をNHK総合テレビと同時生中継するため、11:27までの短縮放送となった。
  - 4月14日は「熊本地震追悼式」のニュースが挿入されたため、10:00 - 10:25までの間を休止、一部のコーナーの休止および時間変更を行った。
  - 5月4日は祝日(みどりの日)であるが、通常放送時間において「すっぴん!渋谷DEどーもスペシャルステージ」として放送。パーソナリティは金曜担当の高橋。ゲストとして月曜パーソナリティの宮沢、金曜日のコーナー「シネマストリップ」の高橋ヨシキ、3月まで放送されていたコーナー「MUSIC SCRAP」のタブレット純が登場した。
  - 6月1日は天皇の退位等に関する皇室典範特例法案の衆議院での審議に関するニュースが挿入されたため、8:55 - 10:25 までの間を休止、一部のコーナーの休止および時間変更を行った。
  - 6月9日は前述の法案の参議院本会議における採決と加計学園問題に関するニュースが挿入されたため、9:55 - 10:20 までの間を休止、一部のコーナーの休止および時間変更を行った。
  - 7月4日は北朝鮮による弾道ミサイル発射と台風3号関連のニュースが挿入されたため、一部のコーナーの休止および時間変更を行った。
  - 7月5日は梅雨前線の活発化による大雨により、島根県に大雨特別警報が発表され、その関連のニュースのため、8:20開始となり内容が変更された。
  - 7月6日は梅雨前線の活発化による大雨により、福岡県及び大分県に大雨特別警報が前日の夜発表され（後に平成29年7月九州北部豪雨として制定）、その関連のニュースのため、8:09開始となり内容が変更された。
  - 9月15日は北朝鮮による弾道ミサイルが発射され、その関連のニュースのため、9:30開始となり、一部のコーナーの休止および内容変更を行った。
  - 9月18日は祝日(敬老の日)であるが、通常放送を行った。
  - 10月9日は祝日(体育の日)であるが、上記と同様、通常放送を行った。
  - 12月25日～12月28日は「夏休み子供科学電話相談」の特別番組「冬休み子供科学電話相談」を放送するため休止。

- 2018年
  - 1月4日、1月5日は前述の「冬休み子供科学電話相談」を放送するため休止。
  - 2月16日、2月21日、2月23日は平昌オリンピック中継のため9:55までの短縮放送。
  - 3月15日は11:05から「香山リカのココロの美容液」、11:30から3月9日に放送予定であった「きこえタマゴ!・ミウミウとようちゅーん」を放送するため10:55までの短縮放送。
  - 5月1日、5月2日は「もう一度聞きたい!今日は一日“失恋ソング”三昧2018」を放送するため休止。
  - 6月18日は放送開始前の7:58に発生した大阪府北部地震により、放送休止。
  - 6月19日大阪放送局は前日の地震のためオープニング部分、定時ニュース終了後、10:30の全国ニュース、11:27の音楽の終了後の部分で大阪放送局からの地震関連のニュースを挿入放送したため、ユージや藤井がエンディングを除き名乗ることもない状態で放送された。
  - 7月16日は祝日(海の日)であるが、8:05～10:55までの放送。11:00～11:54は「解説スタジアム「広域豪雨災害から人々をどう守るのか」」を放送。
  - 9月3日は「防災ラジオ2018」放送のため休止。
  - 9月6日及び翌9月7日は6日北海道で発生した北海道胆振東部地震関連のニュースのため休止。
  - 9月10日は9月20日に実施される自民党総裁選挙の立会演説会及び共同記者会見が行われ、関連するニュースを放送するため、9:55までの短縮放送。これにより一部コーナーの休止・変更が行われる。
  - 9月14日は前述の自民党総裁選挙に関連し、日本記者クラブが主催する討論会中継のため9:55までの短縮放送。
  - 9月24日は祝日(秋分の日)の振替休日であるが、通常放送を行った。
  - 10月2日はこの日新たに選任された自民党新役員の記者会見のニュースを放送するため、11時台を短縮、一部コーナーの休止・変更が行われた。
  - 10月5日は放送中の8:58頃、北海道胆振東部地震の余震と見られるマグニチュード5.2の地震が発生、それに関連するニュースと台風25号のニュースを放送したため番組内容を変更、一部コーナーの休止・変更が行われた。
  - 10月8日(体育の日)は「すっぴん!先生と語ろう!こども科学電話相談 ～特別編～」と題して特別番組を放送。
  - 10月25日は8時台前半のコーナー「日本一早い!大喜利コーナー」を8時台後半に移動の上、「コラボ大喜利」と題してNHK総合で同時間帯に放送されている「あさイチ」と同時に生放送された。
  - 11月19日、11月20日はNHKのキャンペーン「発達障害って何だろう」の一環として10時台のコーナーを変更して放送した。
  - 12月25日～28日は昨年と同じく「冬休み子供科学電話相談」を放送するため休止。

- 2019年
  - 1月4日は特別番組「熱唱!ニッポン!みんなでご当地SONG自慢!」を放送するため休止。
  - 1月14日は祝日(成人の日)であるが特別企画「宮沢・やついのハタチの音楽」として8:05 - 9:55の放送。
  - 1月15日はJOC会長竹田恒和の記者会見のニュースを放送したため、一部のコーナーの放送順の変更が行われた。
  - 1月17日はパーソナリティーの川島がインフルエンザにより欠席。このため「日本一早い!大喜利コーナー」と「すっぴん!インタビュー」さらに「ギョーカイ大図鑑」はアンコールを放送し、「ひざウチ!ふにオチ!」は時間を変更の上通常通り放送した。また、メッセージの募集も通常通り実施する。急遽、春風亭正太郎が10:15から出演。なお、「すっぴん!インタビュー」放送中の9:20頃、鹿児島県口永良部島の新岳が噴火、噴火警報が発表され、その関連のニュース放送のため9:30頃まで中断、再開後当該コーナーは打ち切りとなりメッセージコーナーに変更した。なお福岡放送局では引き続き噴火のニュースを放送したため、9時台後半は休止となった。
  - 2月11日は祝日(建国記念の日)であるが特別企画「伝説のコミックバンドクレイジーキャッツクロニクル」を10:05 - 11:50に放送。
  - 2月26日はパーソナリティーのユージが自身の都合により欠席。代わって金曜日担当の高橋がパーソナリティーを務めた。
  - 3月14日及び3月18日は国会中継（いずれも第198回国会・参院予算委2019年度予算審議）のため短縮となったが、10時台の「ひざウチ!ふにオチ!」を8時台後半に放送した。
  - 3月15日はパーソナリティーの高橋がこの日の放送中に行われたNHK放送文化賞の授賞式に出席するため一時不在となった。このため9時台及び10時台のコーナーの放送順が変更された。
  - 3月21日は祝日(春分の日)であるが、特別企画「すっぴん!卒業スペシャル『宮沢さんからあなたへ』」を8:30 - 9:55に放送。担当は月曜パーソナリティーの宮沢。
  - 5月10日は放送中の8:48頃、日向灘を震源とするマグニチュード6.3の地震が発生。それに関連するニュースを放送したため9:36まで中断。このため「源ちゃんのゲンダイ国語」は9時台の後半に放送された。
  - 6月24日は放送中の9:11頃、千葉県沖を震源とするマグニチュード5.5の地震が発生。それに関連するニュースを放送したため9:38まで中断。このため「学問のスルメ」は9時台の後半まで延長された。
  - 7月12日は参議院選挙の政見放送のため11:05から11:30まで放送局により対応が異なった、政見放送が予定されていない局は通常放送。「高橋ヨシキのシネマストリップ」は11:20から放送。
  - 7月15日は祝日(海の日)であるが、通常どおり放送。なお、この日の放送で1500回を迎えた。
  - 8月28日はこの日の5:50に福岡県、佐賀県、長崎県に発令された大雨特別警報関連のニュースを放送したため休止。
  - 9月9日は令和元年房総半島台風（台風15号）関連のニュースを放送したため8:45から開始。番組中にも台風関連のニュースが挿入されたため、一部コーナーの休止、変更が行われた。なお、以降は10月23日まで関東地方のみライフライン関連の情報を伝えるため、番組が中断された。
  - 9月11日は自民党の新役員人事関連のニュースを放送したため11:05から11:32まで中断、「スポーツのミカタ」は休止となった。
  - 9月18日は「みね子の、あの街この街」のコーナーで千葉県大多喜町が取り上げられたため、同コーナーは9時台の後半に放送された。
  - 9月23日は祝日(秋分の日)であるが、「すっぴん!秋分の日スペシャル」として放送枠を拡大し、8:05 - 11:50に放送。
  - 10月8日は国会中継（第200回国会・参議院本会議代表質問、午前10時開議）のため短縮となったが、11時台の「ギョーカイ大図鑑」を9時台後半に放送した。
  - 10月10日は国会中継（第200回国会・衆議院予算委）のため短縮となったが、9時台の「日本一早い!大喜利コーナー」を8時台に放送した。なお、8:55までの放送だったため、このコーナーのみの放送となり、メッセージの紹介等はされなかった。藤井によると8:30開始になってから今回が初めての25分になったそうである。
  - 10月11日は前日と同様の理由により8:55までの放送に短縮となり、9時台の「源ちゃんのゲンダイ国語」のみを放送。この日はメッセージが1通だけ紹介された。
  - 10月15日は国会中継（第200回国会・参議院予算委）のため8:55までの放送に短縮となり、9時台の「ダイアモンド☆ユカイのロックなスーパースター列伝」のみを放送。この日もメッセージが1通だけ紹介された。
  - 10月16日は第200回国会・参院予算委が通常より30分早い8:30より開議した分、国会中継も30分早まった為、休止。
  - 10月21日はラグビーワールドカップ2019に関連してラグビー日本代表の記者会見が行われたため10:55から11:33まで中断。このため「サブカル用語の基礎知識」が休止となった。
  - 10月30日はパーソナリティの能町が欠席。代わって久保ミツロウが代理を務めた。
  - 11月4日は祝日 (文化の日) の振替休日であるが、「すっぴん!スペシャル」として放送枠を拡大し、8:05 - 11:50に放送。

- 2020年
  - 1月13日は祝日(成人の日)であるが、「すっぴん!ファン感謝祭スペシャル」として8:05 - 11:50に放送枠を拡大し、織田哲郎、大友良英、大友良英スペシャル・ビッグバンドをゲストに迎え全編公開生放送で行われた。なお、この日は曜日パーソナリティーが全員出演した。
  - 1月27日 - 1月31日（第201回国会・衆院及び参院予算委2019年度補正予算審議）、2月3日 - 2月4日（衆院予算委2020年度予算審議）、2月12日、2月17日（いずれも（衆院予算委集中審議）、3月2日 - 3月3日（参院予算委2020年度予算審議）、3月9日（参院予算委集中審議）はいずれの日も国会中継のため8:55までの放送となり、1月27日と2月3日と2月17日は「学問のスルメ」、1月28日と2月4日は「ギョーカイ大図鑑」、1月29日と2月12日は「スポーツのミカタ」、1月30日は「日本一早い!大喜利コーナー」、1月31日は「源ちゃんのゲンダイ国語」、3月2日は「サブカル用語の基礎知識」、3月3日は「ユカイのロックなスーパースター列伝」のみ、3月9日はコーナーは無しでお便りと曲をそれぞれ放送した。
  - 2月24日は祝日(天皇誕生日)の振替休日であるが、「すっぴん!スペシャル」として放送枠を拡大し、8:05 - 11:50に放送。
  - 3月2日 - 3月13日は「ありがとう、すっぴん!ファン大感謝祭スペシャル」と題し、特別版を放送。短縮放送については前述。なお、前述の通り月曜日は2回とも短縮放送となり、結果としてスペシャルとは言えない放送内容になった。

## タイムテーブル
2019年度
- 8:30 - オープニング[注 44]
- 8:45頃 - 朝の一曲[注 45]
- 8:55 - 全国の天気予報・交通情報（関西ブロック、長野県[注 46]を除く）
- 9:00 - ニュース
- 9:05
  - 月曜日 - 学問のスルメ
  - 火曜日 - ユカイなジャンピング・ジャック・フラッシュ (2019年10月1日まで)[注 47]→ダイアモンド☆ユカイのロックなスーパースター列伝 (2019年10月8日から)
  - 水曜日 - みね子の、あの街この街
  - 木曜日 - 日本一早い!大喜利コーナー[注 48]
  - 金曜日 - 源ちゃんのゲンダイ国語[注 49]
- 9:27頃 - 交通情報（一部地域のみ）
- 9:30 - ニュース
- 9:33
  - お便りと音楽
  - アフター311（毎月11日前後）
- 9:55 - ローカルニュース、交通情報など
- 10:00 - ニュース
- 10:05 - すっぴん!インタビュー（前半）、こそだてカフェ (前半、第4火曜日)、おバカ男子 (前半、不定期木曜日)
- 10:27頃 - 交通情報（一部地域のみ）
- 10:30 - ニュース
- 10:33 - すっぴん!インタビュー（後半）、こそだてカフェ (後半、第4火曜日)、おバカ男子 (後半、不定期木曜日)
- 10:55 - らじるの時間（関西ブロック及び愛媛県を除く）
- 11:00 - ニュース
- 11:05
  - 月曜日 - サブカル用語の基礎知識
  - 火曜日 - ギョーカイ大図鑑
  - 水曜日 - スポーツのミカタ[注 50]
  - 木曜日 - すべての道は「食」に通ず
  - 金曜日 - 高橋ヨシキのシネマストリップ（そのうち月1回は春日太一の金曜映画劇場）
- 11:27頃 - 交通情報（一部地域のみ）
- 11:30 - ニュース（2019年9月2日より、それまでは「お便りと音楽」）
- 11:33 - お便りと音楽

## 書籍
- 『ステラMOOK すっぴん!総力特集』（2012年12月刊、NHKサービスセンター）
番組生放送の舞台裏を紹介した写真記事をはじめ、2012年度に放送された番組の中から、料理・美容と健康、インタビューなどを紙上再録したものである。
- 『ステラMOOK すっぴん!総力特集第2号』（2013年7月刊、NHKサービスセンター）
2013年度の新参加パーソナリティの紹介のほか、リスナー投書や、過去の放送の紙上再録、ムック限定のインタビュー記事で構成される。

## その他
- 番組で積極的なツイッター活用（ハッシュタグ「#nhk_suppin」)による発信・交流が行われていた[7]。